# Rune Paeshuyse
Rune Paeshuyse (Edegem, 28 marzo 2002) è un calciatore belga, difensore dell'Eupen.

## Carriera

### Club
Cresciuto nel settore giovanile del Malines, debutta in prima squadra il 14 maggio 2022, in occasione dell'incontro dei play-off di Pro League perso per 3-2 contro lo Charleroi. Al termine della stagione viene acquistato dall'Eupen.

### Nazionale
Nel 2020 ha giocato una partita con la nazionale belga Under-19.

## Statistiche

### Presenze e reti nei club
Statistiche aggiornate al 24 marzo 2023.
| Stagione        | Squadra         | Campionato      | Campionato | Campionato | Coppe nazionali | Coppe nazionali | Coppe nazionali | Coppe continentali | Coppe continentali | Coppe continentali | Altre coppe | Altre coppe | Altre coppe | Totale | Totale |
| Stagione        | Squadra         | Comp            | Pres       | Reti       | Comp            | Pres            | Reti            | Comp               | Pres               | Reti               | Comp        | Pres        | Reti        | Pres   | Reti   |
| --------------- | --------------- | --------------- | ---------- | ---------- | --------------- | --------------- | --------------- | ------------------ | ------------------ | ------------------ | ----------- | ----------- | ----------- | ------ | ------ |
| 2021-2022       | Malines         | D1              | 0+1        | 0          | CB              | -               | -               |                    | -                  | -                  |             | -           | -           | 1      | 0      |
| 2022-2023       | Eupen           | D1              | 24         | 0          | CB              | 1               | 0               |                    | -                  | -                  |             | -           | -           | 25     | 0      |
| Totale carriera | Totale carriera | Totale carriera | 25         | 0          |                 | 1               | 0               |                    | -                  | -                  |             | -           | -           | 26     | 0      |